# 夏 (五胡十六国)

夏
Xia

夏の位置（416年頃）。

夏（か、407年 - 431年）は、五胡十六国時代に匈奴鉄弗部の赫連勃勃（劉勃勃）によって建てられた政権。一般に「大夏」と呼ばれる。別名「胡夏」「劉夏」。

## 歴史

### 起源
夏の支配氏族は匈奴鉄弗部の劉氏（後の赫連氏）で、南匈奴屠各種に属する谷蠡王の劉尸利（独孤部の首長の劉進伯の子）を祖として、後漢末の南匈奴の単于一門で攣鞮部を継いだ羌渠（前趙の始祖となる）の弟である右賢王の去卑を始祖とする（末弟劉猛は独孤部、一族の潘六奚は破六韓部の始祖となる）。去卑は、献帝の長安脱出に功績があったため、曹操の信任を受けて南匈奴諸部を監督した。

### 鉄弗部時代
310年、去卑の孫の劉虎が鮮卑拓跋部に敗れてオルドスへ逃れ、以降ここに割拠し、前趙・後趙・前秦から官を受けた。
劉虎の孫の劉衛辰が族長になると、再び鮮卑拓跋部に敗れ、劉衛辰は部を率いて前秦領内へ逃れた。376年、劉衛辰は前秦の拓跋部討伐に従って功績を立て、同年、オルドスに戻って拓跋部・柔然を服属させ、一大勢力を形成した。
386年、拓跋部が再興（後の北魏）すると劉衛辰はこれに勝てず、391年には北魏の遠征軍によって殺され、鉄弗部は一時滅んだ。劉衛辰の子の劉勃勃（後の赫連勃勃）はオルドス西南部の高平まで逃れたが、その後も北魏は追討軍を繰り出したため、流転の末に後秦へ身を寄せた。後秦は北魏に備えるため、勃勃をオルドスに鎮した。

### 夏の建国
407年、劉勃勃は旧鉄弗部や鮮卑諸部を糾合すると、後秦から自立して大単于・大夏天王と称し、龍昇と建元して大夏国を建てた。同年、夏はオルドス全域を平定し、413年には赫連氏改姓や統万城の築城など、着々と勢力を固めていった。また北魏に対しても、414年に北燕と盟を結んで牽制し、同年から翌年にかけて山西一帯を攻撃して優勢に立った。
417年、関中の後秦が東晋の劉裕によって滅ぼされると、418年に夏軍は南下して東晋を破り、長安など関中諸城を占領した。同年、赫連勃勃は帝位に即き、翌419年に真興と改元し、統万城を都に定めて帰還した。夏の領域は、関中・オルドス・山西南部に及び、吐谷渾・北涼を服属させ、華北西部に大勢力を築いた。

### 衰退
424年、長安で反乱が起こって内乱状態となり、425年に赫連勃勃が死去すると、夏の勢力は急速に衰退した。426年、夏は2路より5万の兵を進めて西秦を攻め、都の枹罕を陥して西平まで達したが、北魏はこの機に乗じて夏へ第1次遠征軍を送り、関中諸城を占領した。427年、北魏は夏へ第二次遠征軍を送り、都の統万城を占領した。二代皇帝赫連昌は統万城から脱出し、上邽を都に定めて抗戦したが、各地で北魏に敗れて政権は瓦解した。428年、夏帝赫連昌は北魏に捕らえられた。
428年、赫連昌の弟の赫連定は逃亡先の平涼で大夏皇帝に即位し、同年、各地の敗残兵を糾合すると、北魏から関中全域及び統万城を除くオルドス諸城を奪回した。430年、南朝宋と同盟が成立し、赫連定は統万城奪回に向かったが、北魏は夏へ第三次遠征軍を送り、ついに夏都平涼も陥落した。夏は瓦解し、赫連定は敗残兵を率いて上邽へ逃れた。

### 滅亡
431年1月、夏主赫連定は再起を図るため西へ進み、南安の西秦を攻めてこれを滅ぼし、ついで全軍を率いて北涼遠征を行った。6月、夏軍が黄河を渡る途中、服属していた吐谷渾軍に襲われて壊滅し、赫連定も捕らえられて大夏政権は滅亡した。なお、第3代皇帝赫連定は432年、第2代皇帝赫連昌は434年に北魏によって殺された。

## 夏の文物
現存する夏の文物としては、統万城遺址・代来城遺址・太夏真興銭（419年-）・田焽墓誌（420年）・大夏石馬（424年）・施文造像（429年）・紀年文書として敦煌・トルファン文書数点がある。また、現存はしないものの、大夏龍雀刀（413年）や統万城南碑頌（419年）などが知られている。

## 夏の名臣
叱干阿利
鮮卑叱干部族長の一族。劉衛辰が北魏に滅ぼされた時、族長であった太悉伏を説得して遺児の劉勃勃（後の赫連勃勃）を匿った。この事が発覚すると叱干部は北魏によって滅ぼされたが、阿利は余衆を率いて勃勃に投じ、407年に夏が建国すると御史大夫・梁公に拝された。413年、将作大匠を拝され統万城を築いた。統万城は中国の城郭建築史上初めて馬面を施したもので、城壁もセメントで固められ、北宋時代（11世紀）でも金属で叩くと火花が散るほどの強度を保っていたという。
烏洛孤
夏の御史中丞で外交を担当。414年に遼西の北燕、415年に河西の北涼へ赴き、これらと盟を結んで夏の覇権を形成した。
王買徳
赫連勃勃の軍師。もともと後秦の参軍であったが、赫連勃勃に投じると重用され、多くの戦いで作戦を立案した。特に418年の関中平定戦には王買徳に依拠するところが大きかったという。同年、功によって都官尚書・冠軍将軍・河陽侯に拝された。
赫連韋伐
赫連勃勃の弟で、夏の車騎大将軍・北平公。西征軍を担当。426年、北涼の要請で征南大将軍呼盧古と共に西秦を攻め、苑川（西秦の旧都）・南安（西秦の秦州治所）・枹罕（西秦の都）・西平（西秦の沙州）を陥した。431年1月、韋伐は夏の敗残兵を糾合して再び西秦を攻め、都の南安を陥し西秦を滅ぼした。
赫連那勿黎
赫連勃勃の子で、夏の七兵尚書。431年に夏が滅びると、姓を赫連氏から口豆連氏（後の雲氏）と改めて北魏に降り、北部莫弗となって夏の遺民を率いた。

## 夏の君主

### 鉄弗部時代
1. 去卑（族長位2世紀末頃 - 3世紀前半頃）
2. 誥升爰（族長位251年 - 309年）大夏建国後に元皇帝
3. 劉虎（族長位309年 - 351年）大夏建国後に景皇帝
4. 劉務桓（族長位351年 - 356年）大夏建国後に宣皇帝
5. 劉閼頭（族長位356年 - 358年）
6. 劉悉勿祈（族長位358年 - 359年）
7. 劉衛辰（族長位359年 - 391年）大夏建国後に太祖桓皇帝

### 夏
1. 赫連勃勃（在位407年 - 425年）世祖武烈皇帝
2. 赫連昌（在位425年 - 428年）
3. 赫連定（在位428年 - 431年）

- 赫連昌（428年 - 430年）北魏の会稽公
- 赫連昌（430年 - 434年）北魏の秦王

## 元号
1. 龍昇（407年-413年）
2. 鳳翔（413年-418年）
3. 昌武（418年-419年）
4. 真興（419年-425年）
5. 承光（425年-428年）
6. 勝光（428年-431年）